# Mihály Tóth (Fußballspieler, 1926)
Mihály Tóth (* 14. September 1926 in Budapest; † 7. März 1990) war ein ungarischer Fußballspieler.
Tóth spielte von 1949 bis 1963 bei Újpesti Dózsa und zwischen 1949 und 1957 sechsmal für die ungarische Fußballnationalmannschaft, wobei er ein Tor erzielte. Im Finale der Fußball-Weltmeisterschaft 1954 trat er gegen Deutschland an und wurde Vizeweltmeister.
Mit seiner Vereinsmannschaft wurde der vornehmlich auf Linksaußen eingesetzte Tóth in der Saison 1959/60 unter Trainer Gyula Szűcs Ungarischer Meister. Er bestritt für Újpesti Dózsa, in jenen Jahren auch als Újpest TE und Budapest Dózsa bekannt, 238 Ligaspiele und erzielte dabei 41 Tore.
Tóth war der ältere Bruder von József Tóth, in Aufstellungen auch oft als „Toth II“ angeführt, welcher ebenso mit der ungarischen Fußballnationalmannschaft an der Weltmeisterschaft 1954 teilnahm.